# Зеркало (журнал)
Зеркало — литературно-художественный журнал на русском языке, издающийся в Тель-Авиве.
В 1991—1993 году выходил как тонкий литературно-художественный и общественно-политический журнал (36 номеров). С 1996 года издаётся в формате толстого литературно-художественного журнала, в котором поэзия, проза, эссеистика соседствуют с материалами по теории и практике авангардного искусства и литературы. В 1996—2022 гг. вышло 59 номеров. Критика отмечала космополитический характер издания, не ограничивающегося местными русскоязычными авторами.
Главный редактор «Зеркала» — Ирина Врубель-Голубкина. Среди наиболее часто публикуемых авторов — Александр Гольдштейн (1957—2006), Алексей Смирнов (1937—2009), Михаил Гробман, Дмитрий Гденич, Вадим Россман, Евгений Лобков (с 2010 года публикации этого автора в Израиле запрещены), Наум Вайман, Григорий Казовский, Валерий Айзенберг, Николай Боков, Валентин Воробьев, Валентин Хромов, Леля Кантор-Казовская, Валерий Мерлин, Евгений Штейнер и др.
В 2002 и в 2005 годах выходили антологии «Зеркала» в переводе на иврит. В 2003 году в издательстве «Новое литературное обозрение» вышла антология текстов из журнала «Символ „Мы“».